# داون وليامز
داون وليامز (بالإنجليزية: Dawn Williams)‏ هي منافسة ألعاب القوى دومينيكاوية، ولدت في 23 ديسمبر 1973 في Portsmouth, Dominica ‏ في دومينيكا.

## وصلات خارجية
- داون وليامز على موقع الاتحاد الدولي لألعاب القوى (الإنجليزية)
- داون وليامز على موقع أوليمبيديا (الإنجليزية)
- داون وليامز على موقع اتحاد ألعاب الكومنولث (مؤرشف) (الإنجليزية)